# 염창이
염창이(廉昌伊, 1948년 12월 9일)는 대한민국의 미술가이다.

## 수상
2019
- 양천구청장 표창

2011
- 대통령 표창, 근정포장

2008
- 중국심양예술박람회 한국미술협회 이사장상

2005
- 부총리 겸 교육인적자원부장관 표창

## 주요연혁
2022.6~
- 대한민국미술대전 비구상부문 운영위원

2021.4~
- 한국미술협회 부이사장

2020.7
- 대한민국미술대전 심사위원

2016.1
- 제11대 한국여성작가회 회장

## 전시
2022
- 아트윈도인터컨티넨탈 서울 코엑스

2020
- 전시회 (한국미술관)

2020
- 전시회 (예술의전당 한가람미술관, 서울)

2018
- 아트윈도목동 현대백화점

2016
- 전시회 (아천미술관)

2015
- 전시회 (묵산미술관)

2013
- 전시회 (인천문화회관)

2013
- 전시회 (KBS시청자갤러리)

2010
- 전시회 (예술의전당 한가람미술관, 서울)

2010
- 전시회 (양천문화예술회관, 서울)

2009
- 전시회 (세종문화회관 미술관)

2008
- 전시회 (중국요녕미술관, 중국)

2008
- 전시회 (양천문화예술회관, 서울)

2006
- 전시회 (남송미술관)

2003
- 전시회 (서울시립미술관)

2002
- 전시회 (Tokyo Metropolitan Art Museum)

2000
- 전시회 (서울시립미술관)

## 대표작품

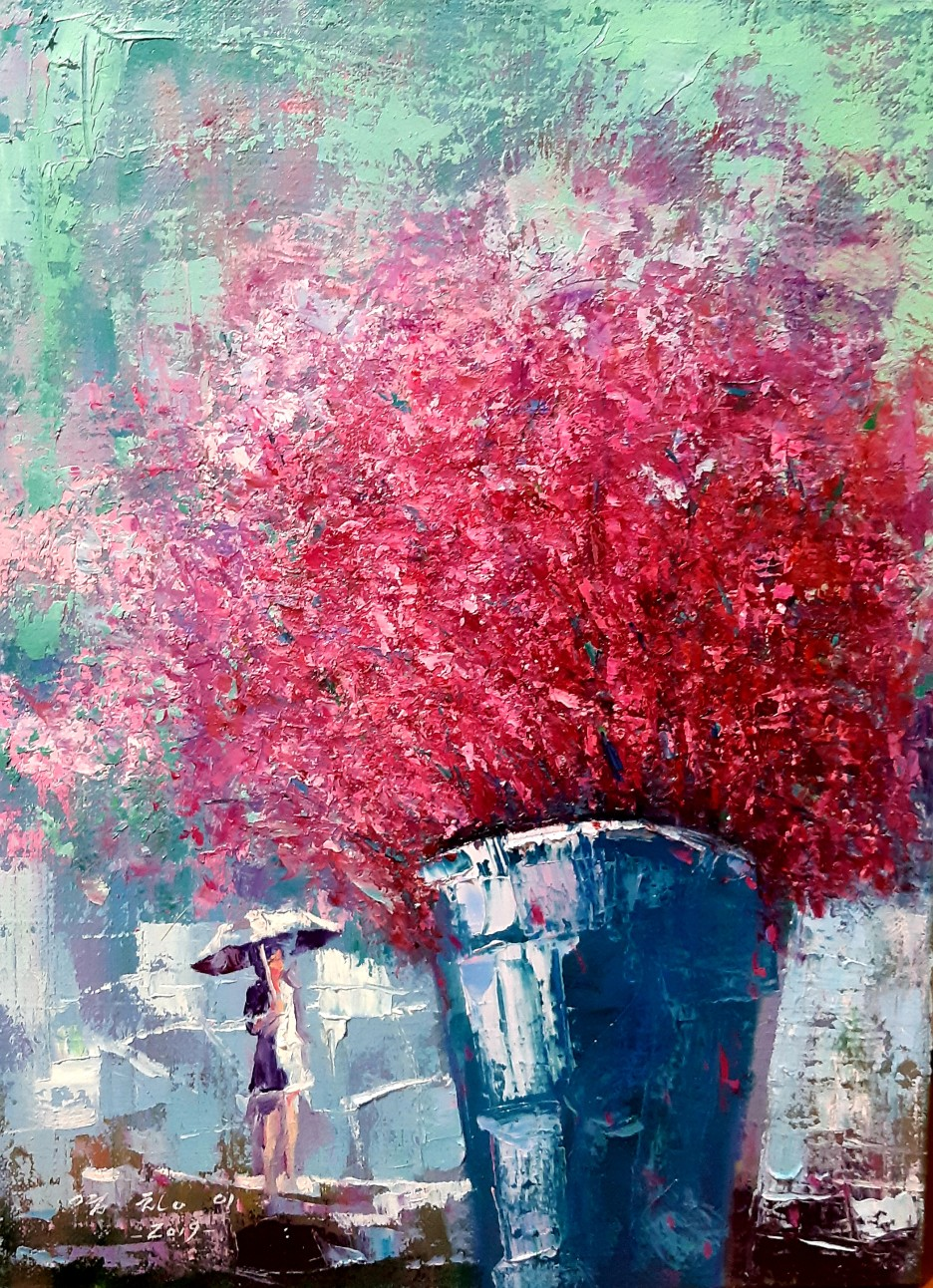
<Dream No.1> Oil on Canvas

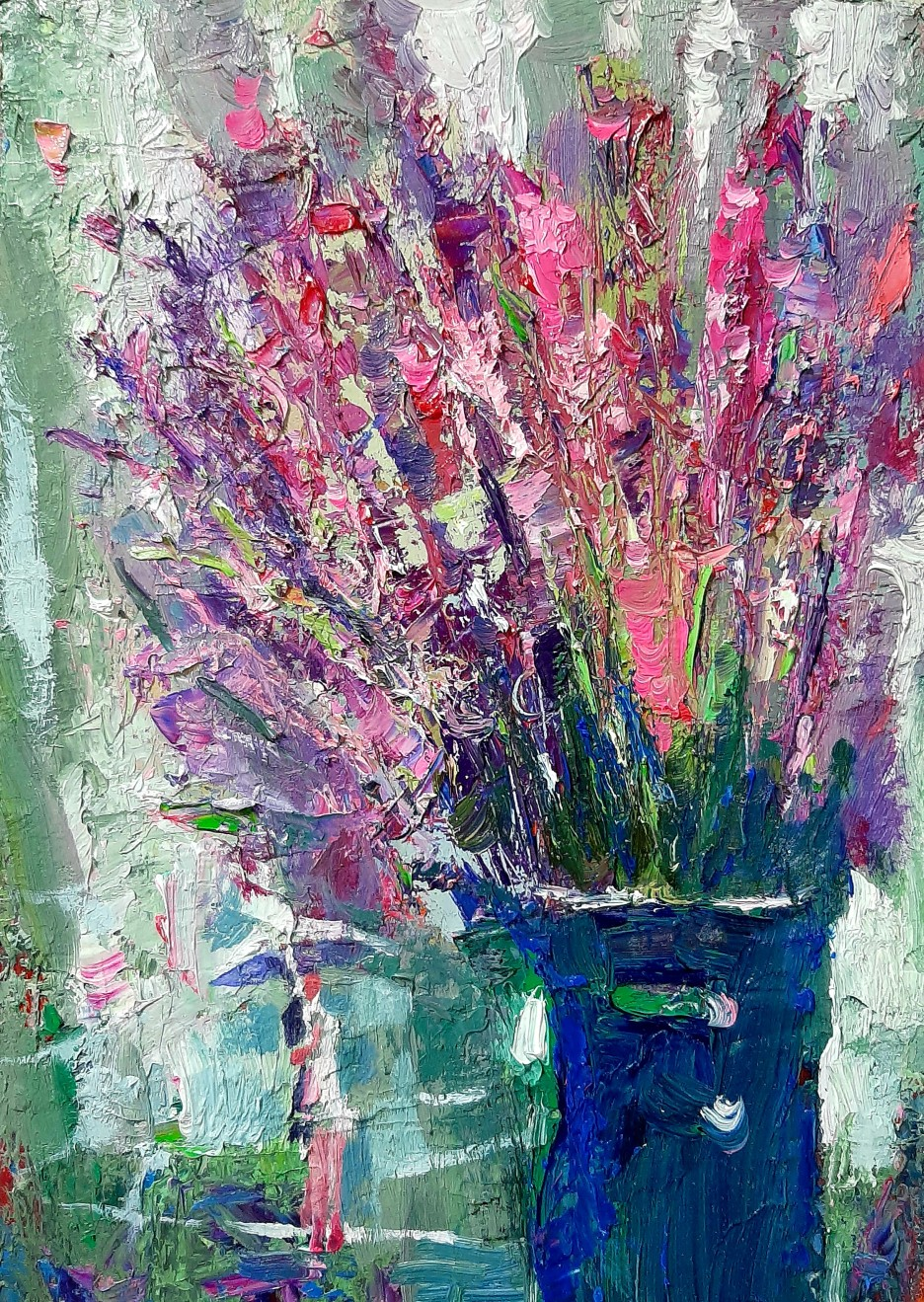
<Dream No.2> Oil on Canvas

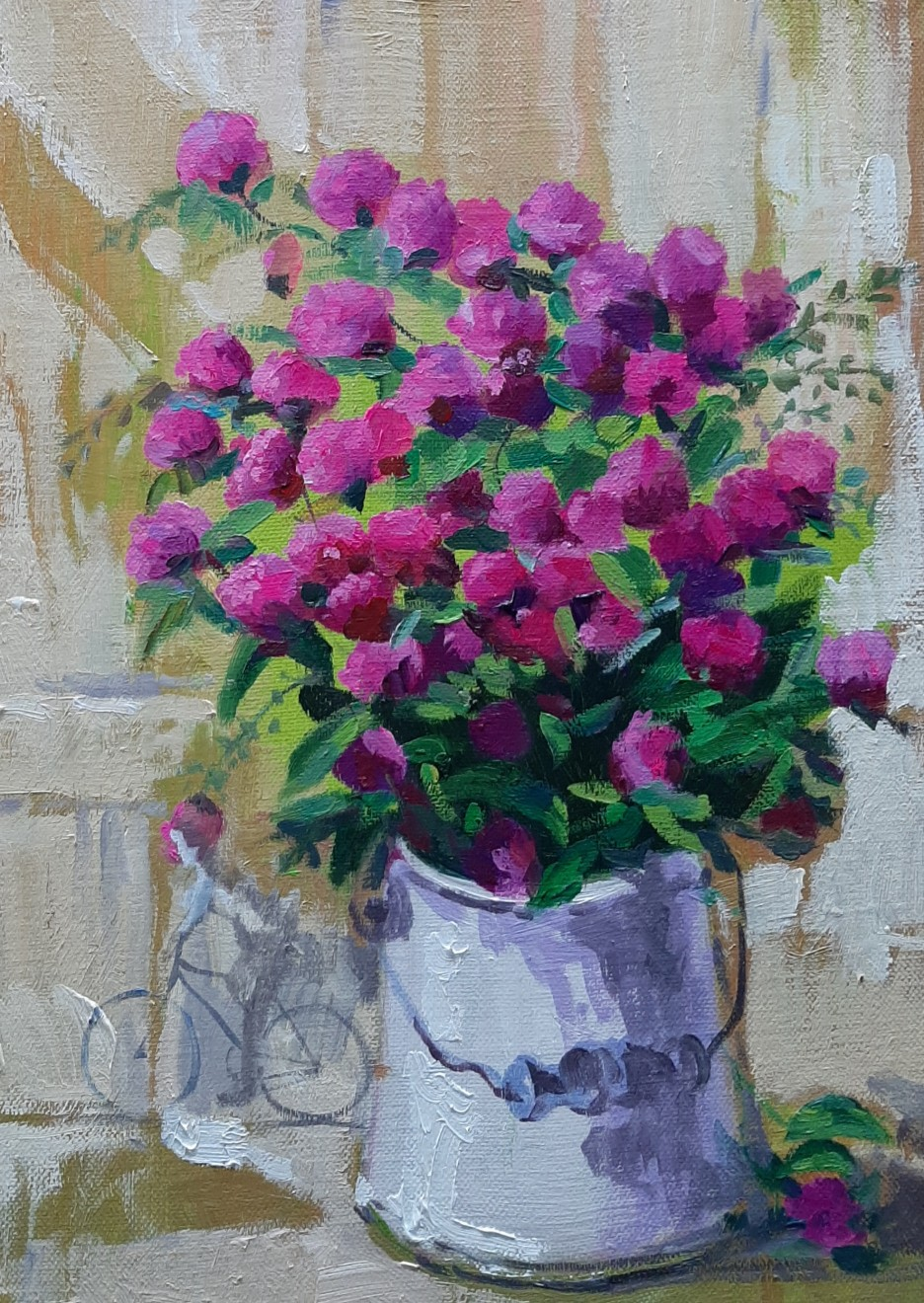
<Dream No.3> Oil on Canvas

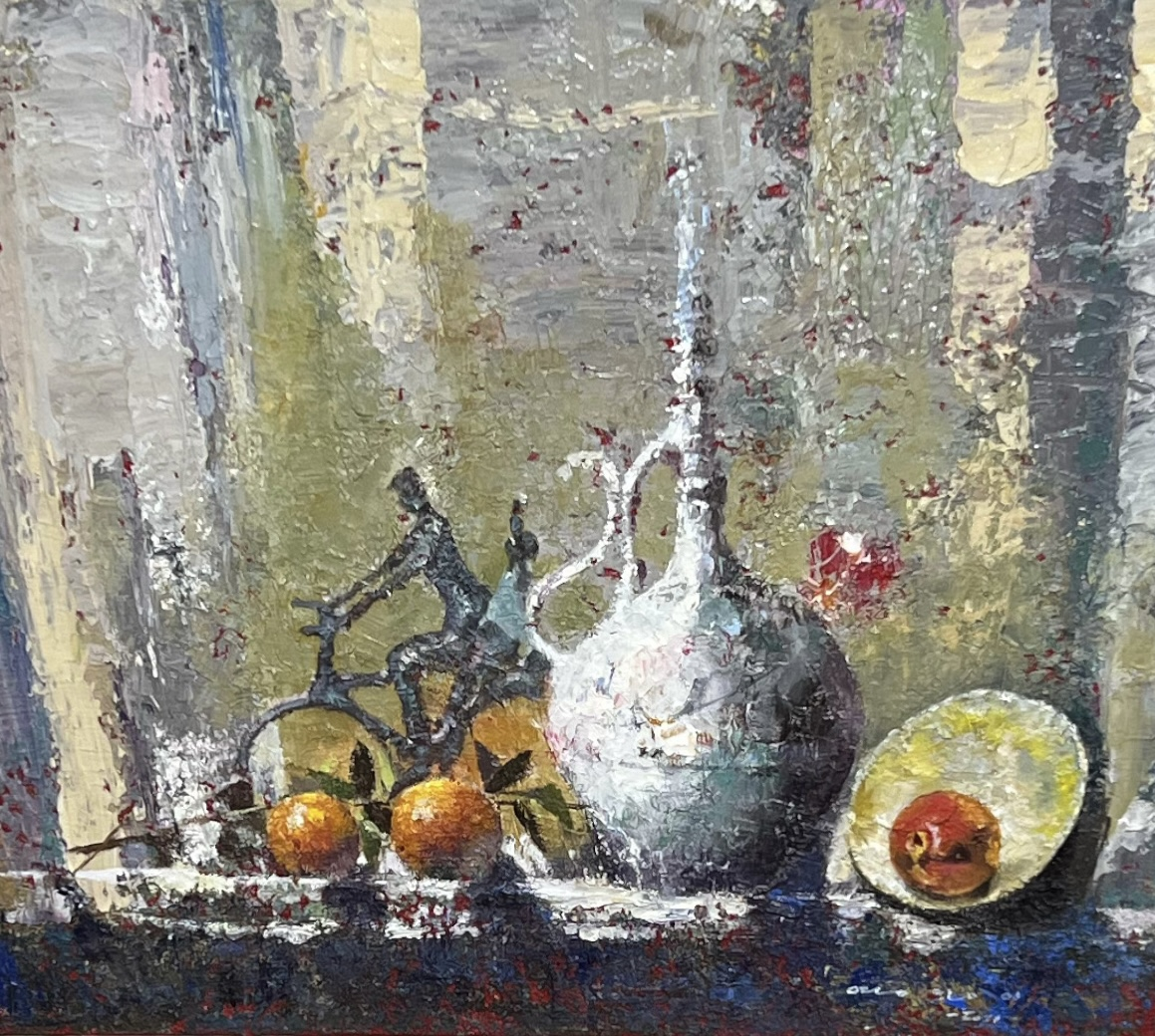
<Whisper I> Oil on Canvas

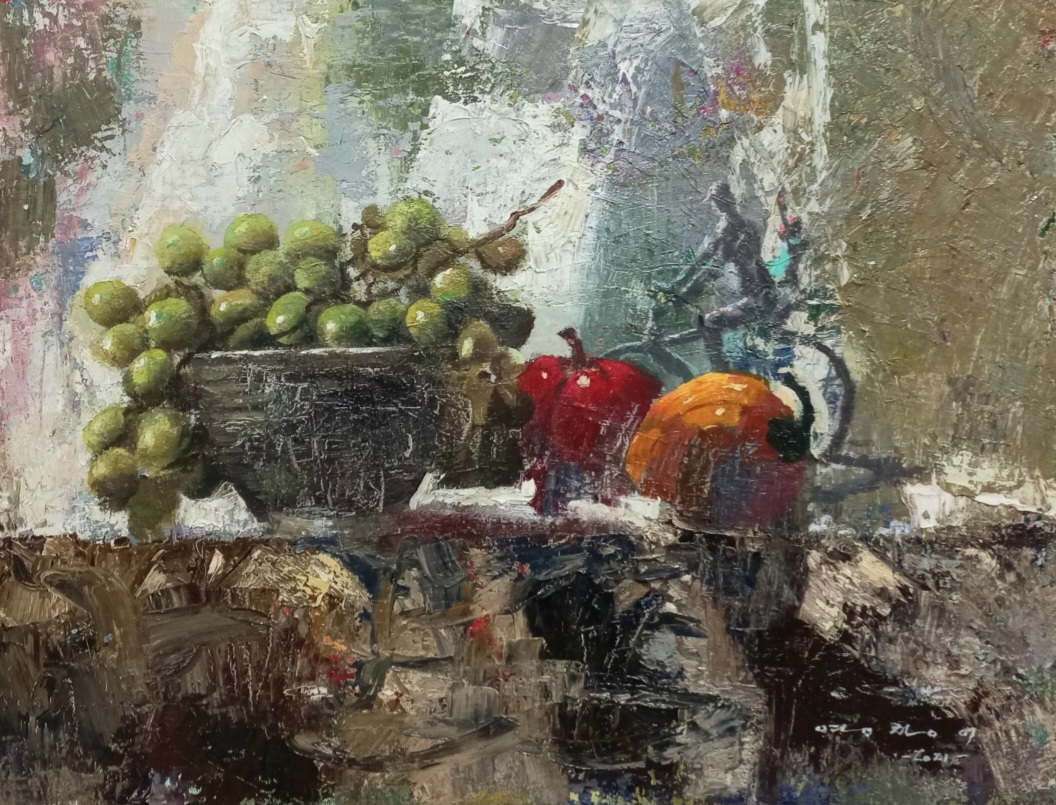
<Whisper II> Oil on Canvas